# William Duell (criminal)
William Duell fue un joven británico de 16 años que fue acusado de violar y asesinar a Sarah Griffin en Acton y que recibió la pena de muerte por este crimen. Fue colgado en Tyburn el 24 de noviembre de 1740, junto con otros cuatro criminales. Su cuerpo estuvo colgado durante veinte minutos antes de ser cortado. Luego fue llevado al Surgeon's Hall para ser anatomizado para una escuela médica, lo cual era una práctica común en ese entonces.

## Resucitación
Duell fue desnudado y puesto en la camilla, para ser diseccionado. Sin embargo uno de los ayudantes notó que había comenzado a respirar lentamente. La respiración de Duell se volvió más y más rápida; y en dos horas se pudo volver a sentar recto. Esa misma noche fue llevado a prisión en Newgate.
Debido a que en el momento de la ejecución sufría de fiebre y delirio, Duell no recordaba nada del colgamiento. Se especuló que su mal estado de salud fue lo que al final del día le salvó la vida. Al día siguiente, se encontraba en perfectas condiciones.
Mientras tanto, el público se había enterado de lo que le había sucedido a Duell, y hubo mucho alboroto con respecto a su caso. Las autoridades finalmente decidieron cambiar su sentencia a destierro penal. Fue exiliado de por vida.